# Église Saint-Pierre de Limours
Pour les articles homonymes, voir Église Saint-Pierre.
L'église Saint-Pierre est une église paroissiale de culte  catholique, dédiée à l'apôtre Pierre, située dans la commune française de Limours et le département de l'Essonne.

## Situation
| \| Localisation de l'église Saint-Pierre dans l'Essonne. · Église Saint-Pierre \| Localisation de l'église Saint-Pierre dans l'Essonne. |
| Localisation de l'église Saint-Pierre dans l'Essonne. · Église Saint-Pierre                                                             |

L'église Saint-Pierre est située en centre-ville de Limours, sur la place du général De Gaulle, place principale du bourg, à proximité de l'actuelle mairie, sur la rive gauche du ruisseau La Prédecelle.

## Histoire
Une première église fut construite à cet emplacement au XIe siècle, mais fut presque entièrement détruite au cours de la Guerre de Cent Ans.
En 1513, l'église reçu les reliques supposées de Saint Marc. En 1516, Jean Poncher et sa femme Catherine Hurault de Cheverny achetèrent la seigneurie de Limours. En 1532, il entama la construction d'une église sur la crypte de la précédente. L'église fut achevée en 1532 et le domaine fut saisi en 1545, revenant à Anne de Pisseleu. Cette dernière fit construire un château et ajouter une chapelle seigneuriale.
Le 9 novembre 1681 eut lieu la cérémonie de translation des reliques de Saint Marc dans une nouvelle châsse.
En 1793, l'église fut transformée en « Temple de la Raison » puis retrouva sa vocation en 1795. À cette époque, les reliques de Saint Marc furent perdues et la châsse fondue pour l'effort de guerre.
En 1866 furent ajoutés des orgues et le mobilier de chêne et en 1888 les vitraux furent rénovés et complétés; certains furent alors classés aux monuments historiques. En 1902 fut ajouté le clocher par l'architecte Marcel Lambert.
En 1954, 1975, 1990, 1991 puis 2006, des meubles puis l'église dans sa globalité furent inscrits ou classés aux monuments historiques.

## Description
L'église est bâtie en meulière et grès sur un plan cruciforme avec une nef à un seul vaisseau dans une architecture gothique flamboyante. La nef est à quatre travées prolongée par un chœur à trois pans à liernes et tiercerons, surmonté par des voûtes d'arêtes décorées de clefs de voûte blasonnée représentant les armes des Hurault de Cheverny. À la croisée du transept, la clef porte les armes de Jean Poncher, sur la toiture en tuile brune, elle est surmontée d'un clocheton charpenté et couvert d'ardoise soutenant une croix de fer. Sur la façade sud est ajoutée l'ancienne chapelle seigneuriale dédiée à Sainte Anne, aujourd'hui devenue la sacristie, ajourée de deux baies. Les murs extérieurs sont soutenus par des contreforts, quatre baies sont percées dans le chevet, deux sur les deuxième et troisième travées et deux rosaces sur la façade principale. La façade occidentale est décorée d'un porche gothique flamboyant, surmonté d'une petite rosace et au sommet du pignon d'une horloge. La façade septentrionale reçoit le clocher du XXe siècle en meulière, percé de baies sur les trois pans supérieurs et surmonté d'un dôme en bulbe terminé par un clocheton en ardoise et entouré d'une balustrade,.
L’église est décorée de fonts baptismaux en chêne sculpté et cuivre, d’un Christ en croix et d’une statue de saint Sébastien en bois polychrome et de vitraux représentant notamment la Passion du Christ et Saint Marc et d'une peinture à l’huile du XVIIe siècle représentant l’Annonciation.

## Galerie

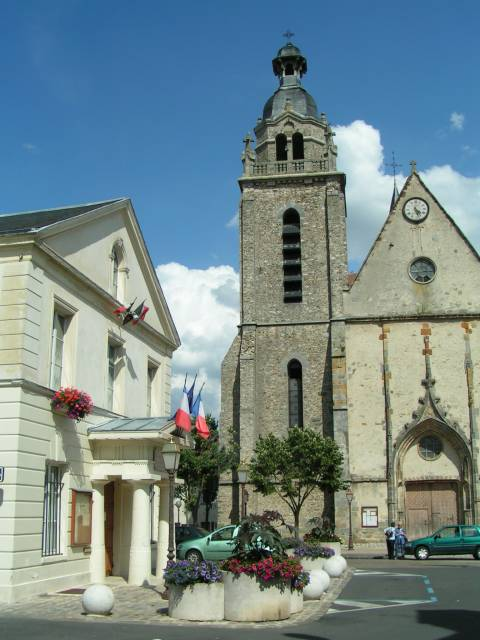
La façade de l'église et la mairie.

## Pour approfondir

## Sources
1. ↑  Présentation de l'église sur le site de la mairie. Consulté le 21/06/2009.
2. ↑  Annie Jacquet, Limours, 1789-1799, chapitre 2, « La Révolution à Limours », p. 14-26, 1989
3. ↑  « Fiche de l'église », notice no PA00087937, sur la plateforme ouverte du patrimoine, base Mérimée, ministère français de la Culture Consulté le 21/06/2009.
4. ↑  Fiche de l'église sur le site topic-topos.com Consulté le 21/06/2009.
5. ↑  Fiche de l'église sur le site du diocèse. Consulté le 21/06/2009.
6. ↑  Fiche des fonts baptismaux sur le site topic-topos.com Consulté le 21/06/2009.
7. ↑  Fiche du christ en croix sur le site topic-topos.com Consulté le 21/06/2009.
8. ↑  Fiche de la statue de saint Sébastien sur le site topic-topos.com Consulté le 21/06/2009.
9. ↑  Fiche du vitrail de la passion sur le site topic-topos.com Consulté le 21/06/2009.
10. ↑  Fiche du vitrail de Saint Marc sur la base Palissy du ministère de la Culture. Consulté le 21/06/2009.
11. ↑  Fiche du tableau de l’Annonciation sur la base Palissy du ministère de la Culture. Consulté le 21/06/2009.